# Вабс
Вабс (њем. Waabs) општина је у њемачкој савезној држави Шлезвиг-Холштајн. Једно је од 165 општинских средишта округа Рендсбург. Према процјени из 2010. у општини је живјело 1.479 становника. Посједује регионалну шифру (AGS) 1058166.

## Географски и демографски подаци
Вабс се налази у савезној држави Шлезвиг-Холштајн у округу Рендсбург. Општина се налази на надморској висини од 31 метра. Површина општине износи 33,3 km². У самом мјесту је, према процјени из 2010. године, живјело 1.479 становника. Просјечна густина становништва износи 44 становника/km².